# Нігрита рудочерева
Нігрита рудочерева (Nigrita bicolor) — вид горобцеподібних птахів родини астрильдових (Estrildidae). Мешкає в Західній і Центральній Африці.

## Опис

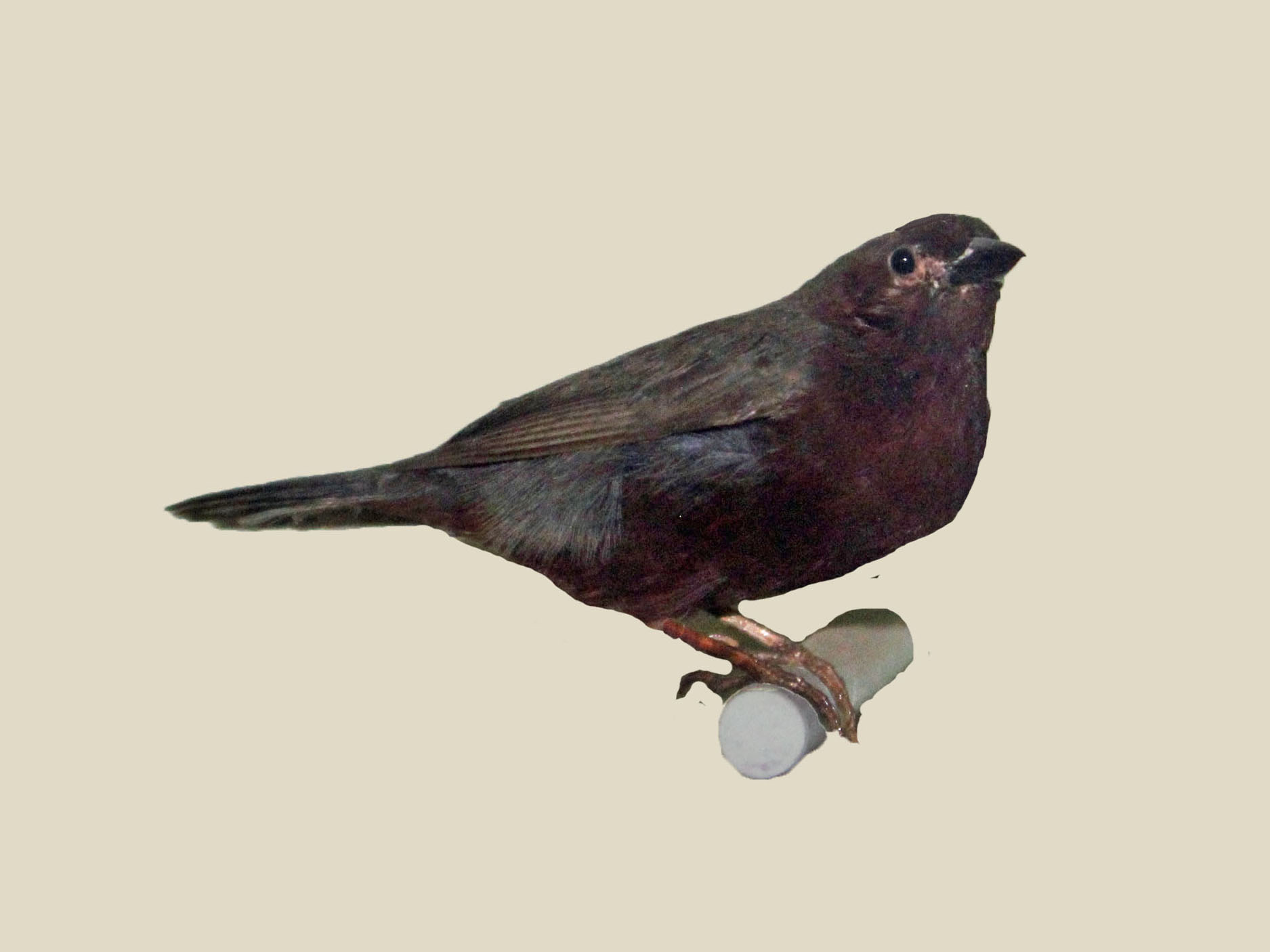
Рудочерева нігрита (Національний музей Кенії)

Довжина птаха становить 11-12 см. Голова, шия і верхня частина тіла темно-сіра, місцями коричнювата, хвіст чорний. Обличчя, щоки, горло і нижня частина тіла темно-каштанові. Очі червоні або червонувато-карі, дзьоб чорний, лапи темно-коричневі. Виду не притаманний статевий диморфізм. У молодих птахів верхня частина тіла коричнева або оливково-коричнева, нижня частина тіла у них світло-охриста, дзьоб темно-сірий або чорнуватий.

## Підвиди
Виділяють три підвиди:
- N. b. bicolor (Hartlaub, 1844) — від Сенегалу і Гамбії до Того;
- N. b. brunnescens Reichenow, 1902 — від південної Нігерії до ДР Конго і північної Анголи. острів Принсіпі;
- N. b. saturatior Reichenow, 1902 — схід ДР Конго і південний захід Уганди.

## Поширення і екологія
Рудочереві нігрити мешкають в Сенегалі, Гамбії, Гвінеї-Бісау, Гвінеї, Сьєрра-Леоне, Ліберії, Кот-д'Івуарі, Гані, Того, Беніні, Нігерії, Камеруні, Центральноафриканській Республіці, Екваторіальній Гвінеї, Габоні, Республіці Конго, Демократичній Республіці Конго, Уганді, Анголі та на Сан-Томе і Принсіпі. Вони живуть у вологих рівнинних тропічних лісах, на узліссях і галявинах, в густих чагарникових і мангрових заростях і на плантаціях. Зустрічаються парами або невеликими зграйками, іноді приєднуються до змішаних зграй птахів. Живляться комахами, їх личинками, насінням і плодами. Початок сезону різниться в залежності від регіону, однак зазвичай припадає на другу половину сезону дощів. Гніздо кулеподібне з бічним входом, робиться з трави, стебел і листя, розміщується на висоті від 2 до 25 м над землею. В кладці від 2 до 5 білих яєць. Насиджують і самиці і самці. Пташенята покидають гніздо через 3 тижні після вилуплення, однак батьки продовжують піклуватися про них ще деякий час.